# کلود استبان
کلود استبان (به فرانسوی: Claude Esteban) شاعر قرن بیستم میلادی اهل فرانسه است.